# Rosa Roja de Paita

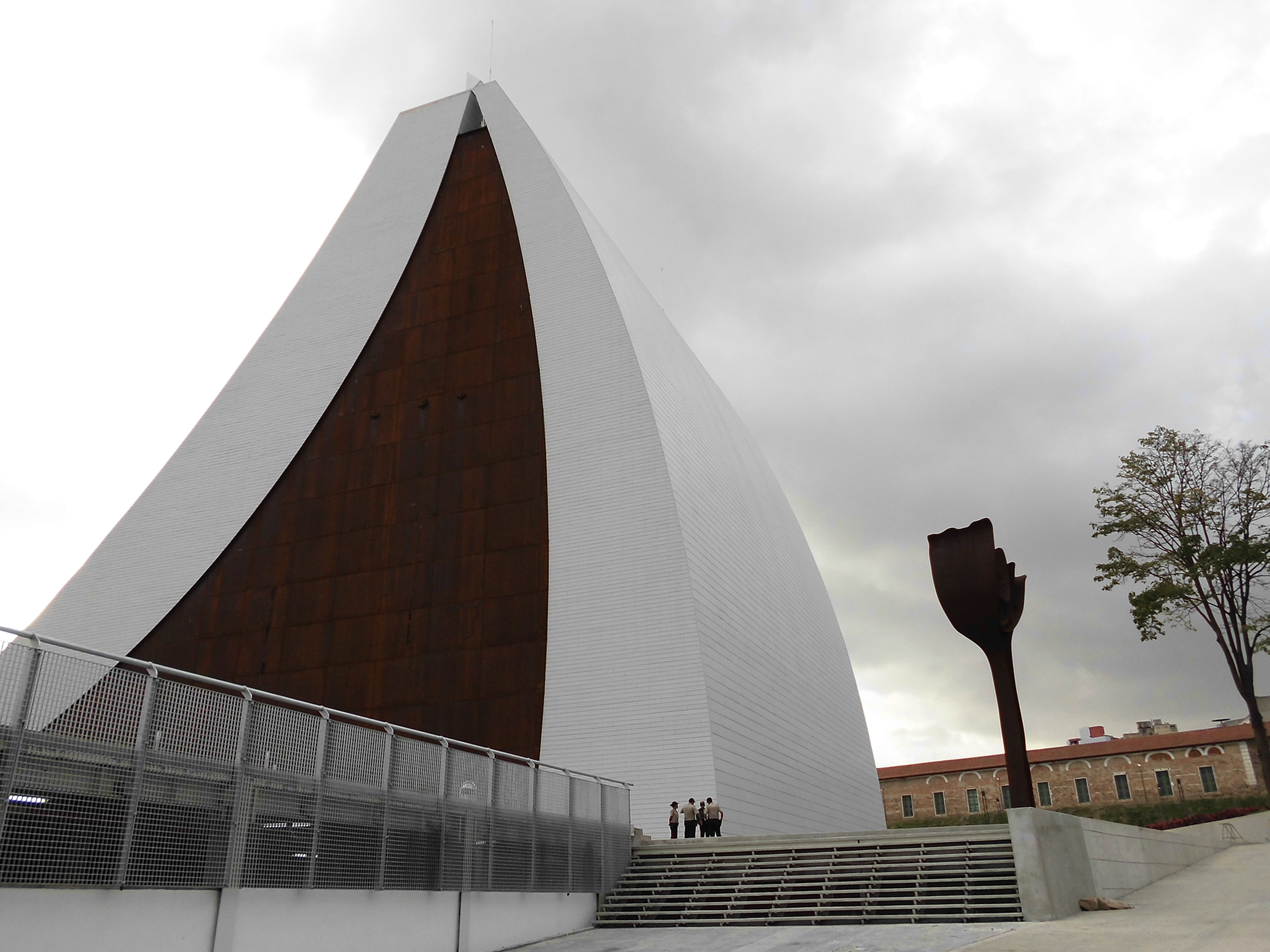
La flor se encuentra junto al Mausoleo del Libertador

La Rosa Roja de Paita también llamada Flor de Manuela Sáenz es el nombre que recibe una escultura de acero de corten que alcanza los 14 metros de altura y está ubicada justo al lado del Mausoleo del Libertador Simón Bolívar y del Panteón Nacional en el Municipio Libertador en el distrito capital y al oeste de la ciudad de Caracas, Capital del país sudamericano de Venezuela.
Fue terminada en el año 2012 e inaugurada formalmente al año siguiente como parte de las obras del complejo y dedicada a la memoria de la ecuatoriana Manuela Sáenz, quien fuese compañera sentimental del Libertador Simón Bolívar y quien le salvó la vida en una ocasión en el suceso conocido como Conspiración Septembrina. Se trata de una creación del arquitecto Doménico Silvestro, Premio Nacional de Arquitectura. El nombre de las escultura Rosa Roja de Paita proviene de la denominación que uso Pablo Neruda para referirse a Manuela Sáenz.